# Podagra
Podagra refere-se à inflamação da articulação metatarsofalângica do hálux. É uma manifestação comum da gota, na qual ocorre deposição de cristais de urato nas articulações.

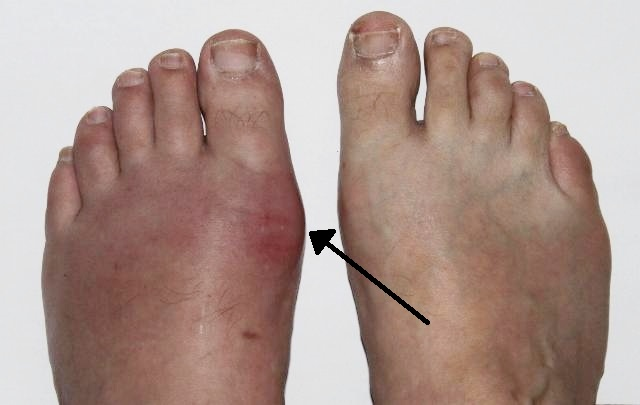
Podagra

Caracteriza-se pelos sinais flogísiticos: dor, calor, rubor, edema e perda de função.